# 日本武道館
日本武道館（にっぽんぶどうかん、Nippon Budōkan）は、東京都千代田区北の丸公園2-3にある武道館。日本伝統の武道を普及奨励し、心身錬磨の大道場としての役割を担うことを設立趣旨とする。日本武道協議会加盟。武道以外の屋内競技場、多目的ホールとしても利用される。管理運営者は公益財団法人日本武道館。

## 概要

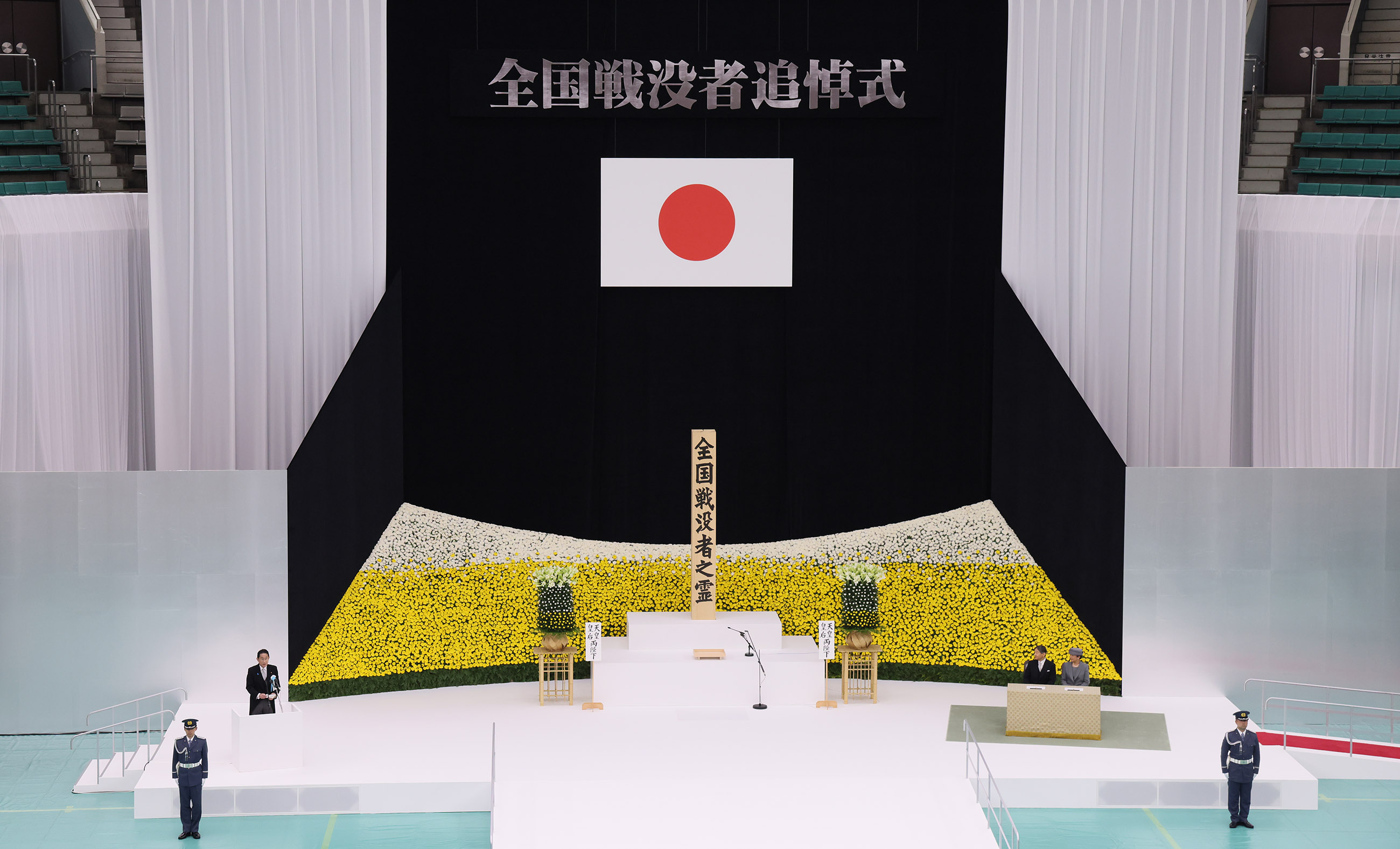
全国戦没者追悼式の会場として使用（2023年8月15日）

1964年東京オリンピックの柔道競技会場として建設され、同年10月3日に開館した。設計は山田守、施工は竹中工務店（全国建設業協会会長から推薦されて決定）、総工費は当時の金額で18億円である。
法隆寺夢殿をモデルにした八角形の意匠である。大屋根の稜線は富士山をイメージしている。
日本の武道（柔道・剣道・弓道・相撲・空手道・合気道・少林寺拳法・なぎなた・銃剣道・古武道）の稽古場、競技場として使用されている。
また、ダンス、マーチングバンド・バトントワリングの競技会に使われるほか、民放キー局が主催・放送していた、年末の賞取りレースと称される音楽祭（1988年まで）コンサートや格闘技（プロボクシング、プロレス、総合格闘技）の興行会場、大学や企業などの大規模な入学式・卒業式・株主総会の会場として、幅広く使用される。
文部科学省からの補助金等は、2010年（平成22年）度の場合、4240万7000円が交付されている。
また千葉県勝浦市に日本武道館研修センターがある。

### 公演会場としての利用
設立された頃は「日本武道の聖地」的な意味合いが現在以上に強かったため、1966年にビートルズのコンサートが行われた際には、時の武道館館長であった正力松太郎や政治評論家の細川隆元を始め「日本の武道文化を冒涜する」などとして異を唱える者も多かった。コンサートが正力自らが経営する読売新聞主催で行われることになると、正力は以後前述の論を口にすることは無くなり、ビートルズのコンサートが実現して以後は日本における音楽の聖地としても知られるようになり、多くのミュージシャンにとっての憧れの舞台になっている。音楽分野を含め公演会場の分野で「武道館」一部プロモーターでは「武道館大ホール」と言う場合は、一般的に当館のことを指す。
チープ・トリックのライブ・アルバム『チープ・トリックat武道館』の成功を皮切りに、世界的にもロックコンサートの代名詞的存在としてその名が知られるようになっている。

## 沿革

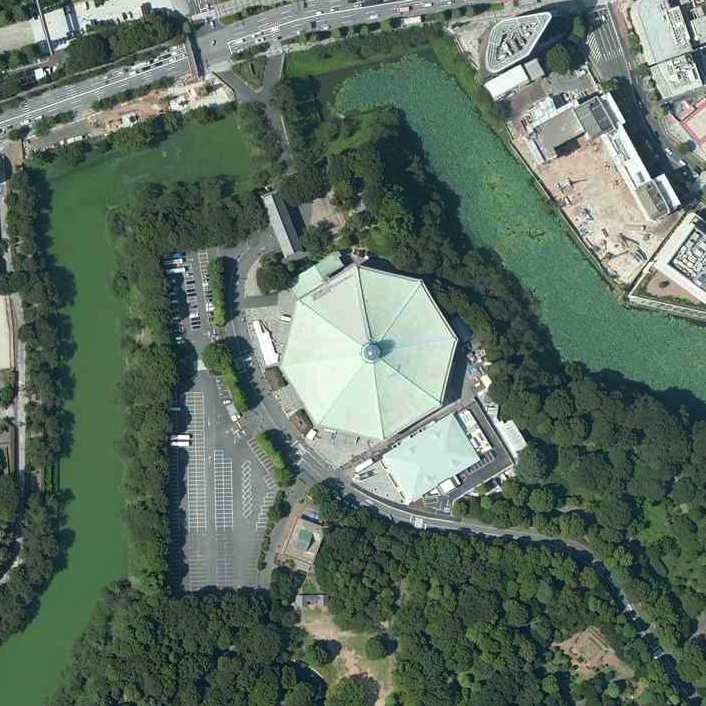
日本武道館の空中写真。2019年。。

### 前史
日本武道館のあたりは、元々太田道灌が江戸城を築城した際に、関東の守護神でもあった築土神社（旧・田安明神）が遷座したところで、のち、徳川家康が入府した際に、関東代官であった内藤清成らの屋敷となったため、代官町と呼ばれていた。その後、徳川忠長や徳川綱重らの屋敷を経て、江戸時代中期以降は徳川氏の御三卿であった田安徳川家が屋敷を構えたが、明治維新後取り壊され近衛師団の兵営地となった。

### 建設・オリンピックまでの経緯
1961年（昭和36年）6月、柔道が1964年東京オリンピックの正式競技に決定すると柔道愛好者の国会議員は「国会議員柔道連盟」を結成した。日本テレビの野外スタジオで開かれた発足祝賀会の席上で同連盟会長に就任した衆議院議員正力松太郎は、「世界に誇る武道の大殿堂を東京の中央に建設して、斯道の発展普及を図りたい」と表明。同年6月30日、「武道会館建設議員連盟」（会長:正力松太郎、副会長:水田三喜男、松前重義、佐藤洋之助、赤城宗徳）を結成した。
この構想は衆議院議長清瀬一郎、参議院議長松野鶴平、内閣総理大臣池田勇人、日本社会党委員長河上丈太郎、民社党委員長西尾末広、日本共産党議長野坂参三をはじめとする超党派の議員525名の署名が集まった。
1962年（昭和37年）1月31日、文部大臣の認可を得て「財団法人日本武道館」（会長:正力松太郎、副会長:木村篤太郎、松前重義、理事長:赤城宗徳）が発足。建設地は二転三転した後北の丸に決定し、1964年（昭和39年）9月15日に日本武道館が落成した。着工から竣工まで11ヶ月であった。同年10月3日、昭和天皇・香淳皇后を迎え開館式を行った。同月15日には東京オリンピックの公開競技武道（剣道、弓道、相撲）が、20日〜23日には柔道が実施された。以来、日本武道館は、設立の趣旨に沿い、種々の武道振興普及事業、各種武道大会を行い、一方で公益的な使命をもつ国家的な諸行事にも広く活用されることとなる。

### 改修
維持保全的改修が数度にわたって実施されており（例えば、2000年度には耐震補強が実施された）、2007年度には第16回BELCA賞ロングライフ部門を受賞した。
2018年から2020年にかけて、柔道や空手会場となる2020年東京オリンピック・パラリンピックに向け増築・改修を行った。練習施設である中武道場（ちゅう・ぶどうじょう）を含む「中道場棟」の増築を2018年6月ごろ着工、2019年6月の竣工で計画し、2019年3月以降8月までに増設された。中武道場は東京オリンピックのテスト大会と位置付けられた8月25日からの2019年世界柔道選手権大会ではウォームアップ用の練習場として使用された。擬宝珠は世界柔道選手権開催中はネットに覆われ見えなくなっていた。2019年9月1日に世界柔道選手権が終了すると全面休館し、既存本館の大屋根改修、天井耐震化、LED照明化、バリアフリー化などを行った。当初建設時も設計を担当した山田守建築事務所により改修が行われた。建築時の屋根は銅板で、赤銅色が酸化して緑青色に変わっていったが、今回はステンレスやアルミニウム合金を使用し、「イメージを維持し、周辺の緑に調和する」緑青色に塗装されている。2020年7月29日に竣工式、8月15日に政府主催の全国戦没者追悼式が開かれた。2021年5月11日、DOCOMOMO Japanによる「日本におけるモダン・ムーブメントの建築250選」に選定された。2023年には第32回BELCA賞ベストリフォーム部門を受賞した。

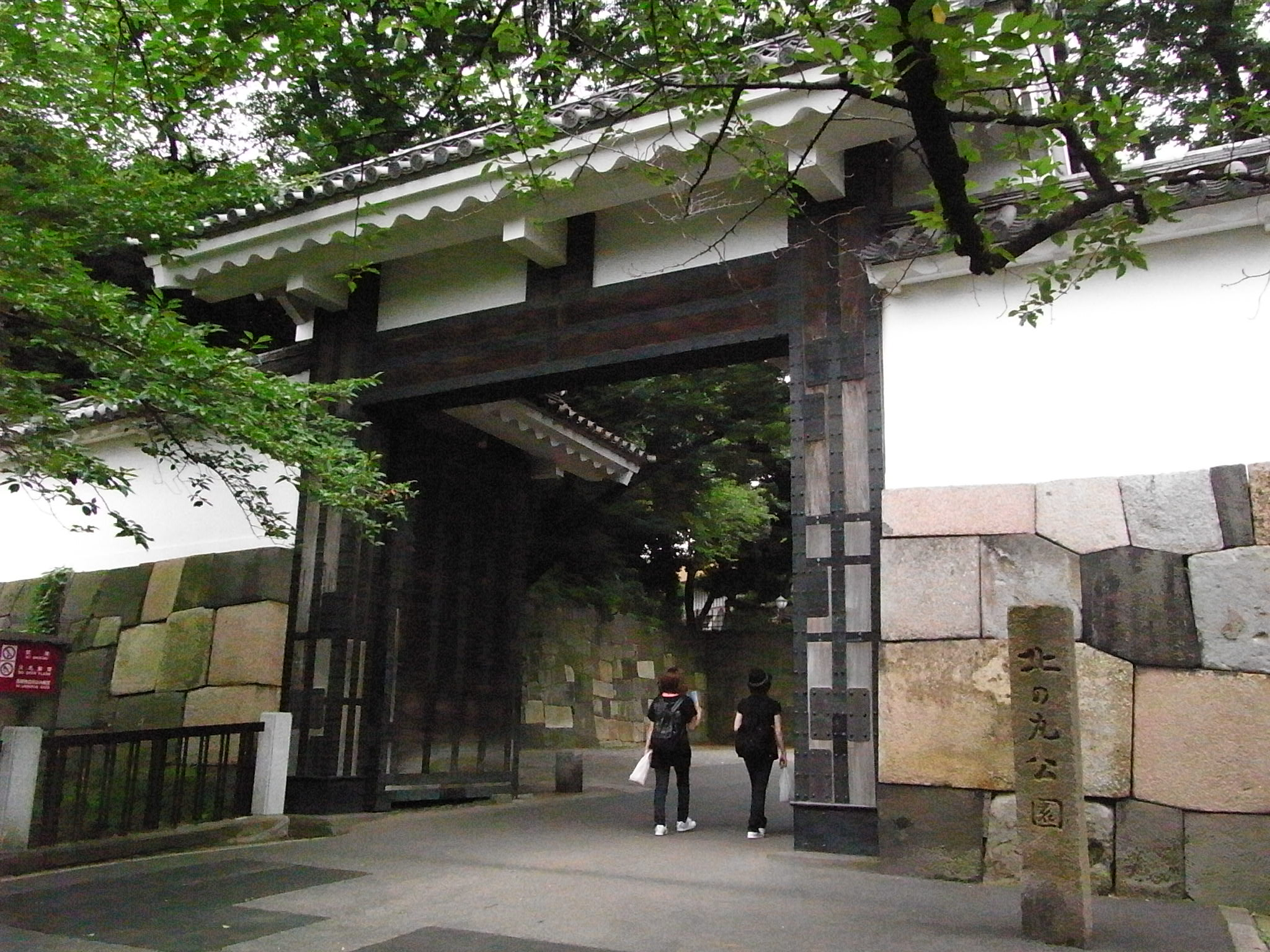
旧江戸城 田安門（重要文化財 2009年7月13日撮影）
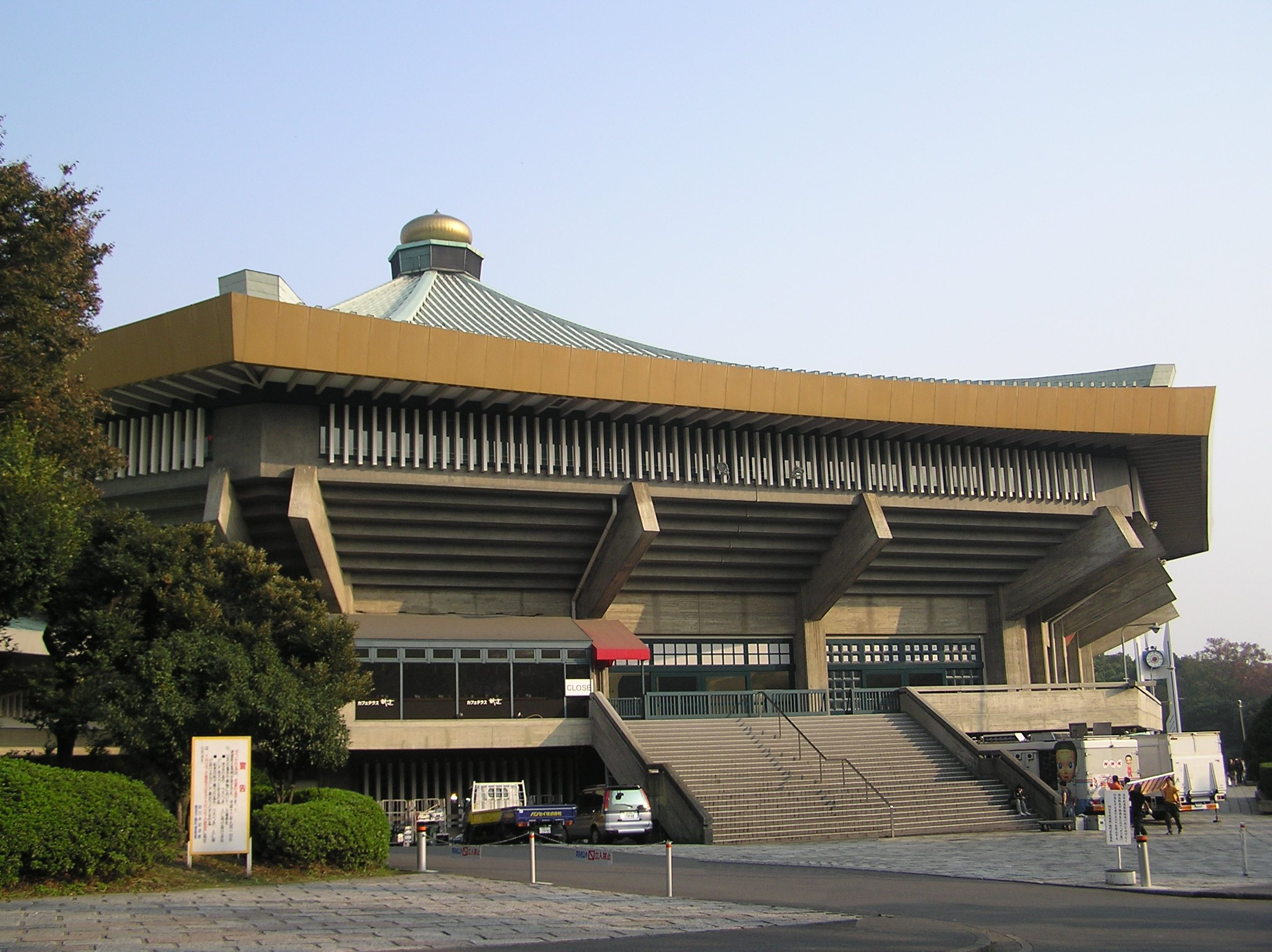
九段下側入口
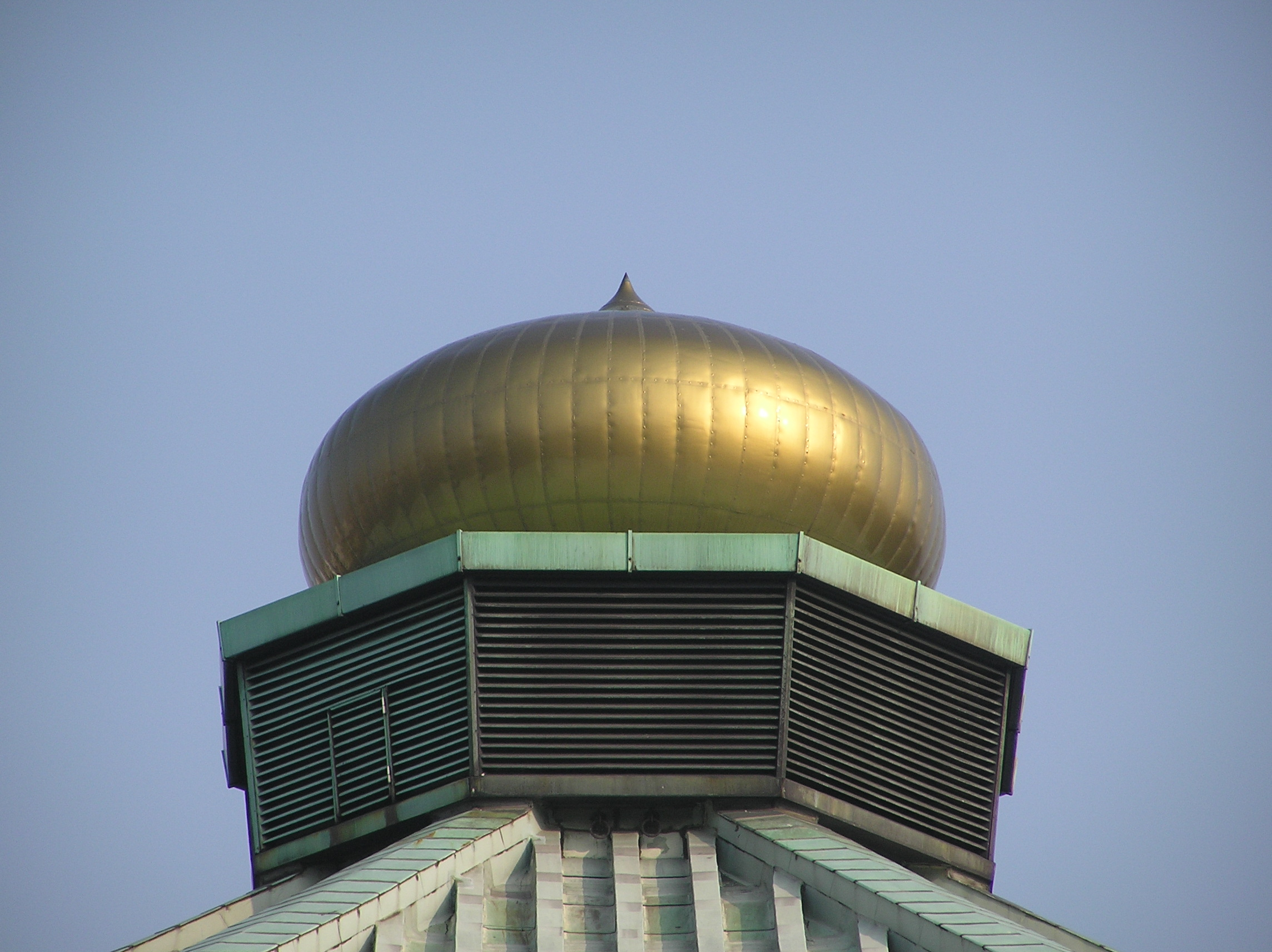
擬宝珠（ぎぼし）寸法は高さ3.35メートル、直径5.15メートル。
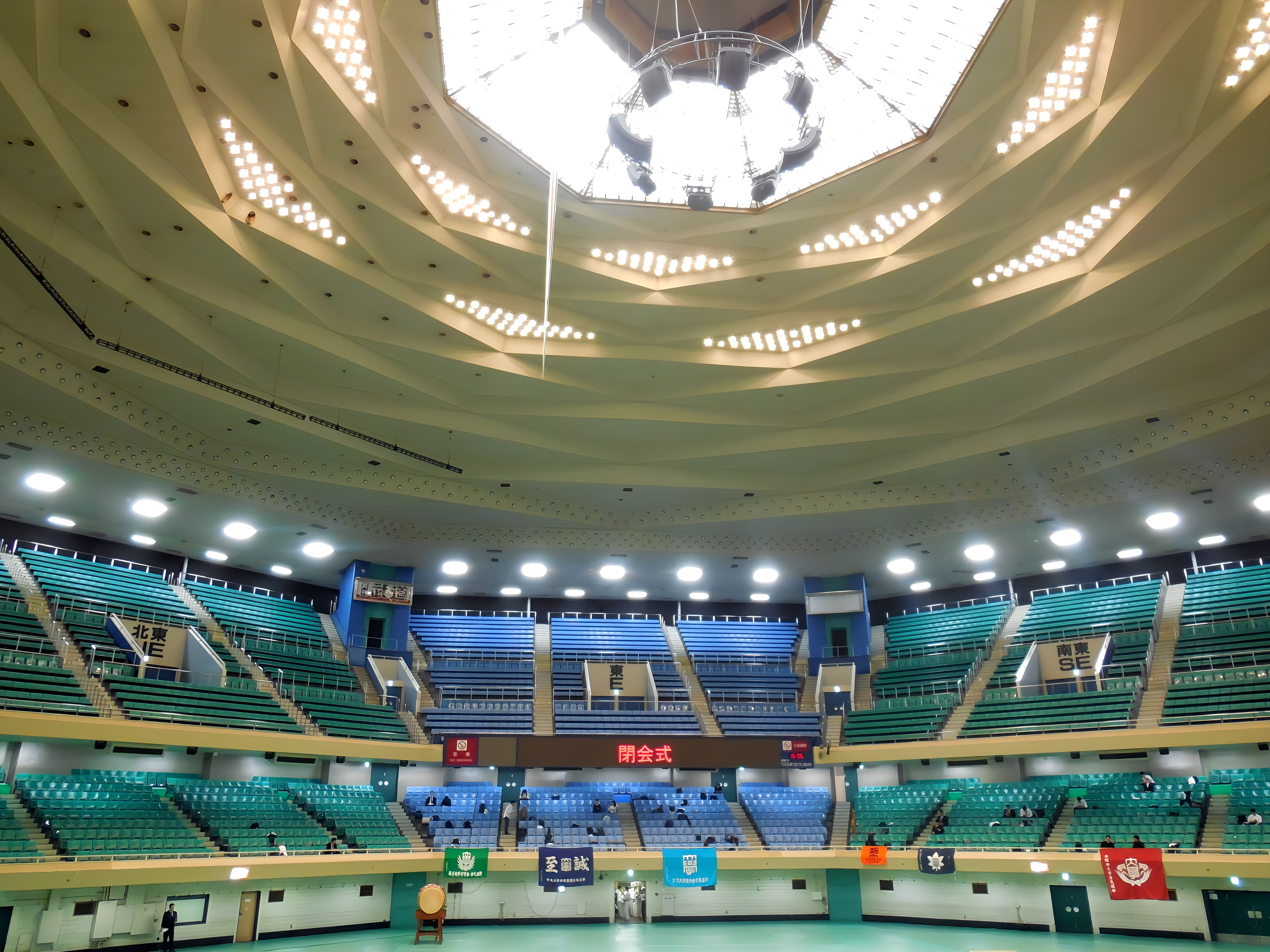
館内撮影(2018年10月)
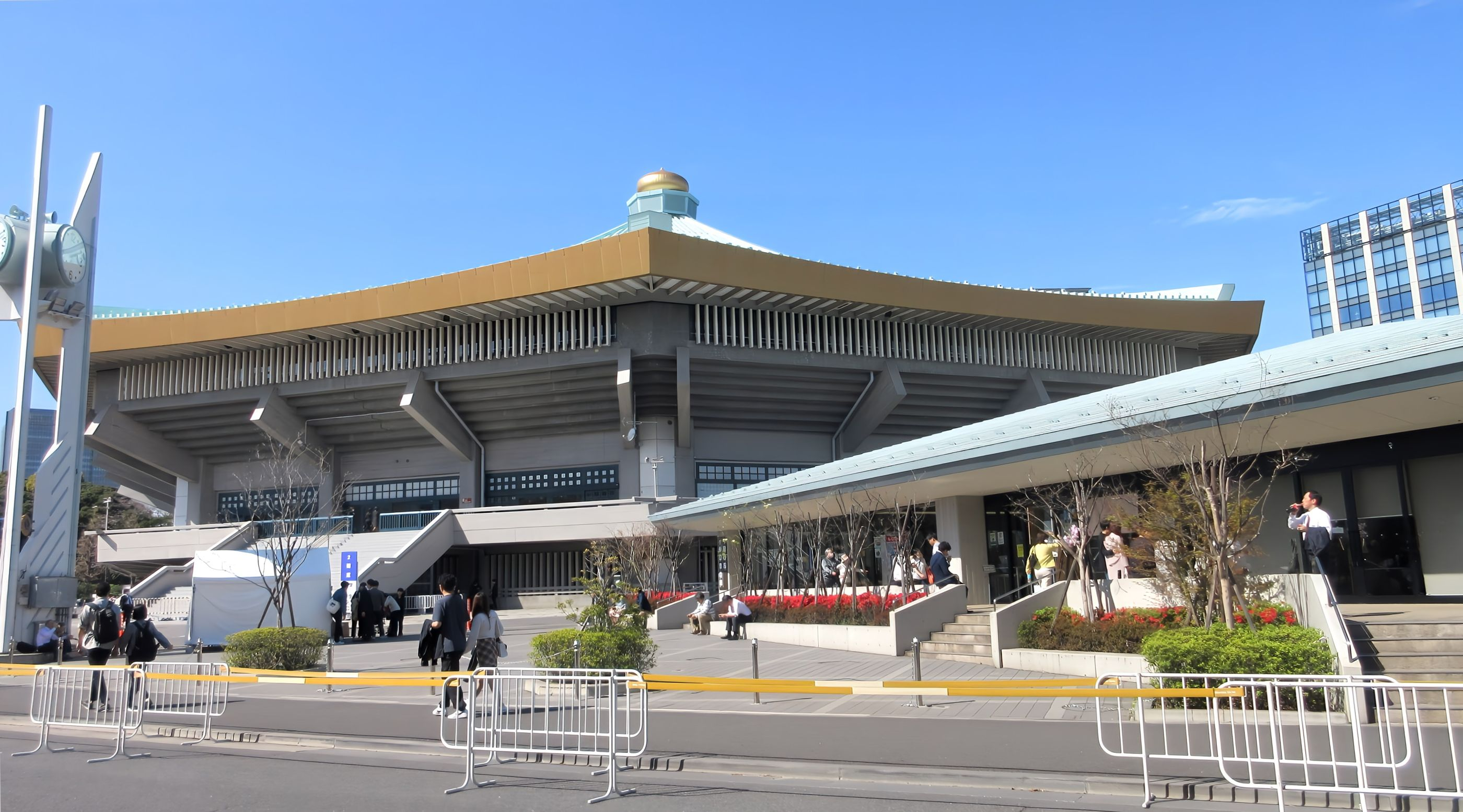
春の武道館(明治大学入学式開催)

### 歴代会長
1. 正力松太郎（1962年1月31日 - 1969年10月9日）
2. 川島正次郎（1970年4月9日 - 1970年11月9日）
3. 赤城宗徳（1971年9月27日 - 1974年7月2日）
4. 松前重義（1975年11月27日 - 1991年8月25日）
5. 江﨑真澄（1991年9月18日 - 1996年5月21日）
6. 坂本三十次（1996年6月1日 - 1998年6月5日）
7. 塩川正十郎（1998年6月5日 - 2007年6月12日）
8. 松永光（2007年6月12日 - 2017年6月13日）
9. 高村正彦（2017年6月27日 - ）

## 行事

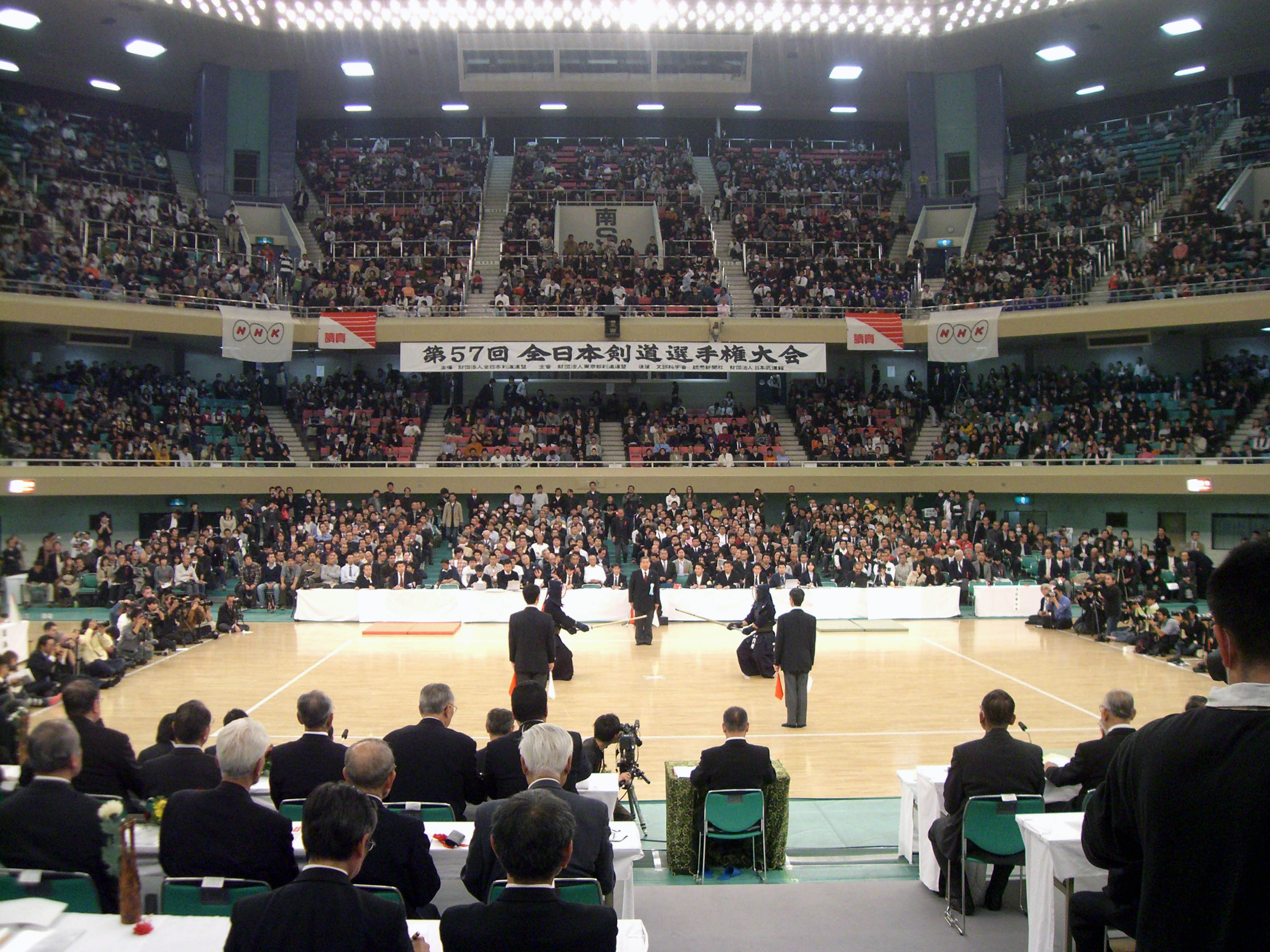
全日本剣道選手権大会

例年以下のような行事が開催されている。太字文は当館主催事業
- 1月 - 2月：全日本書初め大展覧会（正月には大道場で席書大会が行われる）
- 成人の日：鏡開き式・武道始め
- 2月：日本古武道演武大会（日本古武道協会共催）
- 3月中旬：全国高等学校柔道選手権大会
- 4月29日：全日本柔道選手権大会
- 5月：全日本合気道演武大会
- 7月下旬 - 8月上旬：全日本少年武道錬成大会（柔道・剣道・弓道・空手道・合気道・少林寺拳法・なぎなた・銃剣道）
- 8月：全日本銃剣道選手権大会、高円宮杯書写書道大展覧会
- 8月15日：全国戦没者追悼式
- 9月：全国警察柔道選手権大会・剣道選手権大会
- 10月13日前後：弥生慰霊祭記念柔道・剣道試合
- 10月：全国警察柔道大会・剣道大会
- 11月3日：全日本剣道選手権大会・全日本女子剣道選手権大会
- 11月下旬：自衛隊音楽まつり
- 12月第2日曜日：全日本空手道選手権大会（全空連主催）

また武道館では毎月1回全剣連主催の剣道合同稽古会を大道場で行っている。

## 武道憲章
1987年（昭和62年）4月23日、日本武道協議会設立10周年記念式典において武道憲章制定が行われている。「武道の新たな発展を期し、基本的な指針」として次のように掲げている。

## 館内設備等

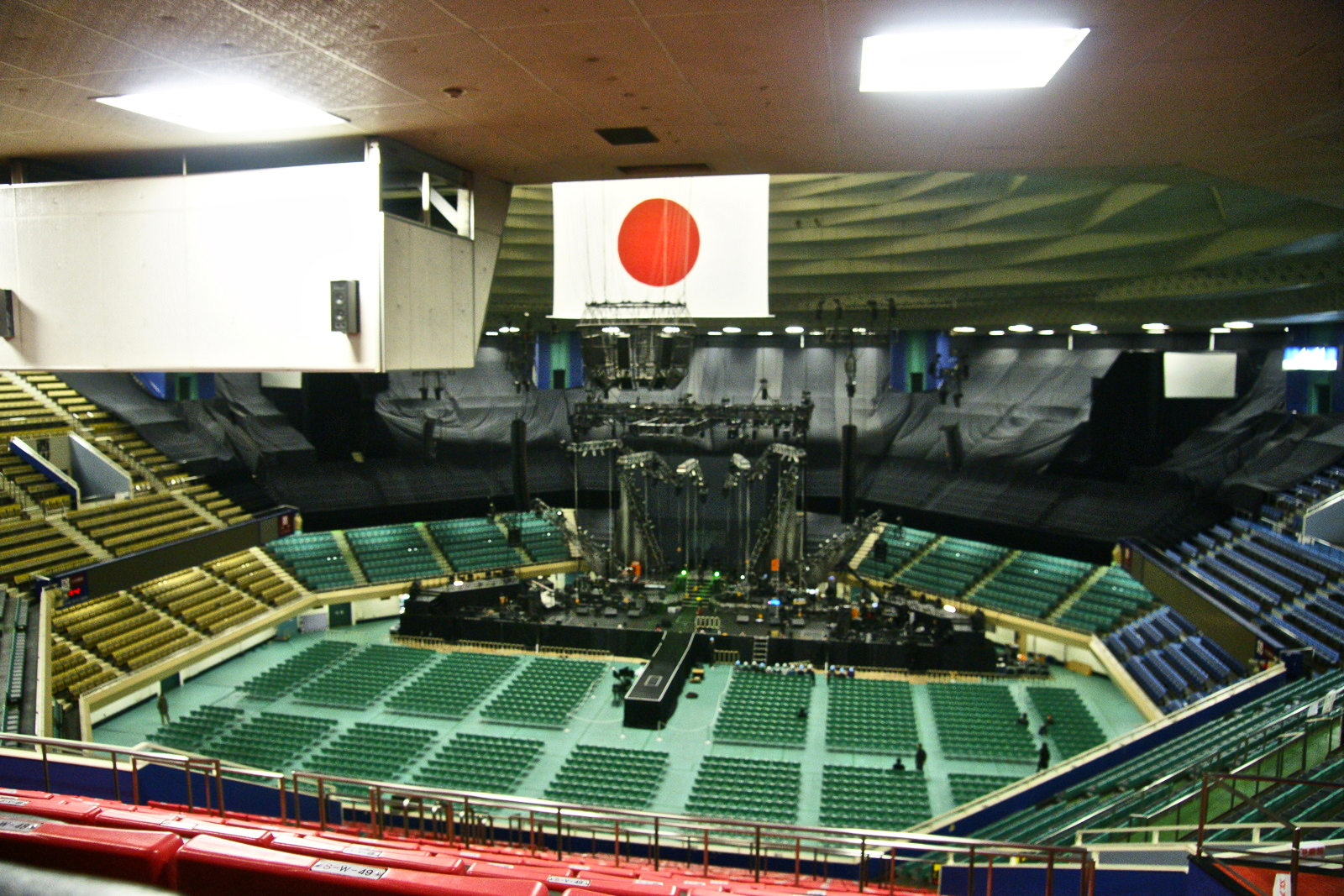
館内の日章旗

- 大道場（アリーナ）の天井に掲揚してある日章旗は、いかなるイベントの場合でも掲揚しなければならないことになっている。また、日章旗を汚す行為になるため、イベント演出における照明なども照射は原則禁止されている。尚、藤井フミヤは年越しライブを行った際、国歌「君が代」を歌い、天井に掲揚されている日章旗が目立つようにスポットライトを当てることが恒例となっており、これについては数少ない許諾例となっている[18][19]。
- 大道場は板張りで、柔道の競技場として使用する時は畳を敷き、コンサートでは養生シートを敷き椅子を設置したりなどする。柔道の際に使用される数百枚の畳は、アリーナの地下（建物レベルでいうと地下3階）に収納されている。
- 1階固定席は3,199席、2 - 3階固定席は7,846席、立見席（3階）は480、アリーナには最大2,946席まで設置できる。
- 2階スタンドには、LEDフルカラー掲示板が東西スタンド前方の2か所に設置されている。現在の掲示板は2020年7月に設置されたもの[注 5]。
- 大道場の他、別館には中道場、さらに小規模な柔道場と剣道場がある。
- 日本武道協議会や各武道の学生連盟事務所や国際武道大学の事務所がある。全日本学生柔道連盟本部は1983年までに入居、2004年までに講道館に転居[20]している。
- 擬宝珠の下の部分には12台の換気扇があり、館内の換気を行っている。
- 武道の普及・振興のため、武道の競技場として使用する場合は利用料金の割引制度がある（コンサートの合間に演武を入れることでも適用される）[21]。
- 建設当初、武道場としての性格から男性用トイレの数が女性用トイレより多い状況にあったが、観客の大半を女性が占めるイベントが行われるなど次第に実勢にそぐわない状況となった。このため2020年に行われた改修工事では、女性用トイレの増設が行われたほか、中道場のトイレは男性用トイレを女性用に変更できる措置も講じられた[22]。

## 使用例

### スポーツイベント

#### 柔道・剣道

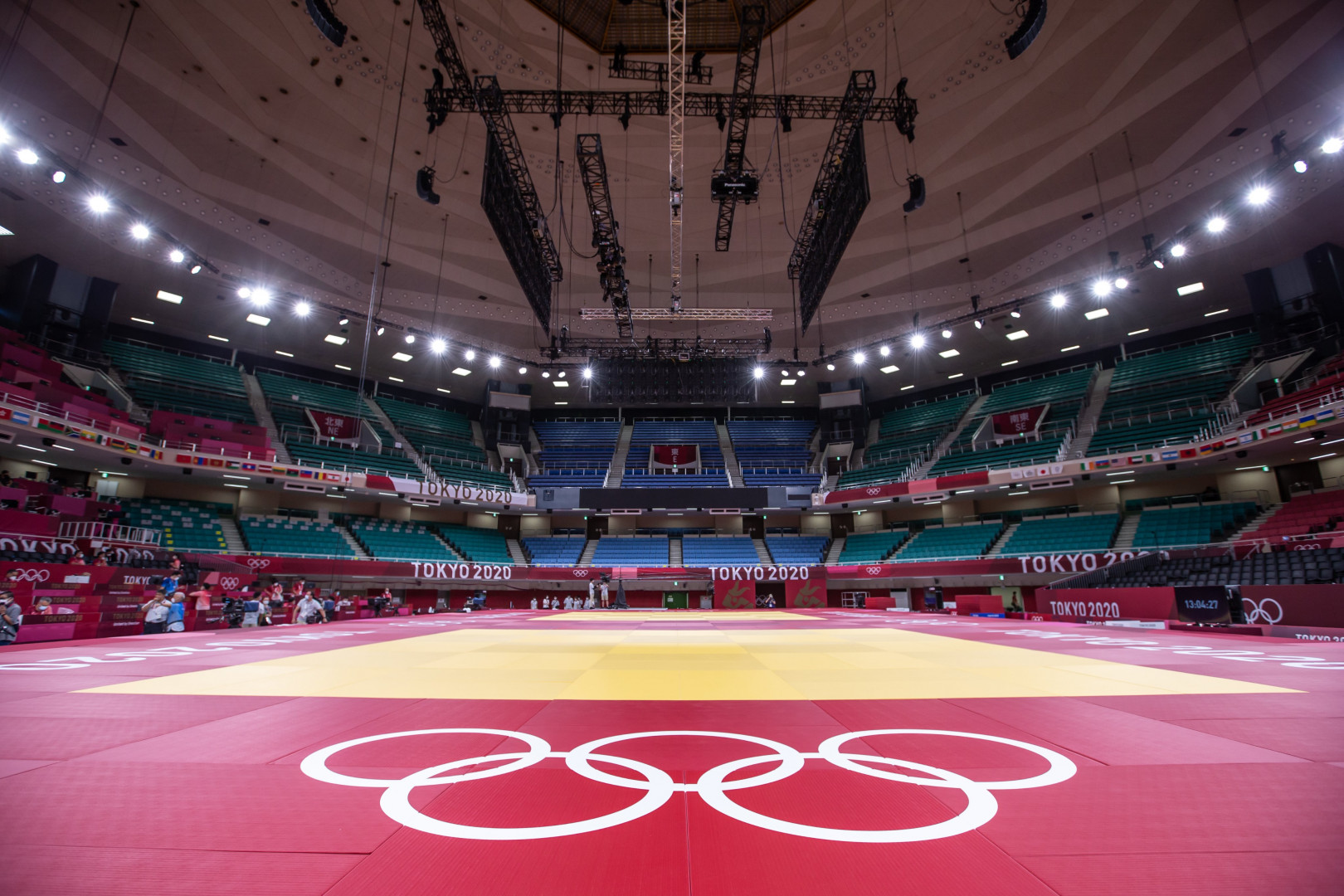
2020年東京オリンピックの柔道競技会場として使用（2021年）

そもそもが、1964年東京オリンピックの柔道競技会場として使用されたことから、毎年4月29日に全日本柔道選手権大会（体重無差別級）、11月3日には全日本剣道選手権大会が恒常的に行われているほか、各種武術の競技・演武（舞）大会に使用されている。

#### プロレス興行
武道館へのプロレス興行の初進出はオープン2年後、1966年12月3日に行われた日本プロレスの大会で、メインイベントはジャイアント馬場VSフリッツ・フォン・エリックのインターナショナル・ヘビー級選手権試合であった。
それ以降、力道山十三回忌追善特別大試合、アントニオ猪木VSウィレム・ルスカ、モハメド・アリの異種格闘技戦、プロレス夢のオールスター戦など数々のビッグイベントが開催された。1970年代後半は新日本プロレス、1980年代中期以降は全日本プロレスがビッグマッチ用の会場として使用した。中でも1990年代の四天王プロレス全盛期の全日本は、年間7試合ほど武道館大会を打っていたが、そのほとんどが満員札止めになる程の驚異的な集客力を誇った。第2次UWFやその後継たるUWFインターナショナルも興行を打っていた。
女子プロレスも、度々武道館で興行を行っていた。ビューティ・ペア全盛時代、ジャッキー佐藤とマキ上田の「最初のBP対決」、ジャッキー佐藤と池下ユミの善悪ライバル対決、敗者引退ルールで行われた「最後のBP対決」が行なわれ、いずれも超満員であった。その後クラッシュギャルズのブームの時はジャガー横田とライオネス飛鳥のWWWA選手権及びデビル雅美と長与千種のオールパシフィック選手権のダブルタイトルマッチが同所で行なわれ、これまた超満員であった。さらに団体対抗戦時代にも、アジャ・コングとダイナマイト関西のWWWA選手権をメインに据えたオールスター戦が行なわれ、やはり超満員となった。
1999年のジャイアント馬場の葬儀にも武道館が使用されている。2000年代に入ると、全日本プロレスから独立したプロレスリング・ノアが定期的に興行を行い、2002年2月には怪我、2007年12月には病気により長期欠場していた小橋建太の復帰戦が行われた。
2011年には東日本大震災チャリティー興行『ALL TOGETHER』が開催された。
2012年にはDDTプロレスリングの武道館大会『武道館ピーターパン』が開催された。
2013年には小橋建太引退興行が開催された。
2018年は、新日本プロレスがG1クライマックスのAブロック最終公式戦、Bブロックの最終公式戦、決勝戦と3連戦を行った（8月10日金曜日〜8月12日日曜日）。3日間で30,315人（新日本プロレス公式発表）を集客し、大盛況で幕を閉じた。又、これ以降も2022年まで開催された。
2020年は、新日本プロレスがWORLD TAG LEAGUEとBEST OF THE SUPER Jr.が史上初の同時開催を行い、3,564人が来場した。新型コロナウイルスの影響で満員とは言えないが、観客が大きな手拍子を送り選手を応援した。
2021年は、2月12日にプロレスリング・ノアが2010年12月5日以来10年2か月ぶりの武道館大会を開催し。2022・23年元日にも武道館大会を開催した。2021年3月3日にスターダムが女子プロレス団体としては1997年8月20日の全日本女子プロレス以来24年ぶりに開催された。
2022年は、9月18日に全日本プロレスが団体旗揚げ50周年記念大会を開催した。
東京ドームのオープン以降はオールスター戦級のビッグイベントはそちらに移ったが、今なお日本のプロレス界にとっては特別視される主要な大会場である。また日本のみならず、アメリカのプロレス界にとっても、武道館は国技である相撲を行う両国国技館以上に、日本の神聖な会場として認識されており、世界最大のプロレス団体「WWE」の日本公演にも使用された実績がある。また、国技館が「Sumo Hall」「Sumo Arena」と呼ばれるのに対し、武道館はそのままの「Nippon Budokan」や「Budokan Arena」と呼ばれる。

#### プロボクシング興行
武道館でプロボクシングの試合が初めて行われたのは1965年11月30日の世界バンタム級選手権試合：ファイティング原田（笹崎）対アラン・ラドキン（イギリス）戦である。原田はチャンピオンとしての5回の防衛戦のうち、4回を武道館で開催している。また1966年3月1日には、高山勝義（木村）とオラシオ・アカバリョ（アルゼンチン）との間で行われたWBA・WBC世界フライ級王座決定戦も武道館であった。
さらにモハメド・アリ（アメリカ）がマック・フォスター（アメリカ）を相手に、ノンタイトル10回戦を行ったのも、1972年4月1日の武道館である。
1973年9月1日、WBA・WBC世界ヘビー級王者：ジョージ・フォアマン（アメリカ）がジョー・キング・ローマン（プエルトリコ）を相手に、武道館で初防衛戦を行い、1ラウンドKOで勝利した。これが、日本に於ける初の世界ヘビー級選手権試合であった。また、WBA・WBC世界ヘビー級選手権試合と同日にはWBC世界ジュニアライト級選手権試合（王者：リカルド・アルレドンド（メキシコ）対柏葉守人（野口））も開催されており、日本で初めての複数世界選手権試合開催興行でもあった。
1977年1月30日、具志堅用高（協栄）がハイメ・リオス（パナマ）相手にWBA世界ジュニアフライ級王座の初防衛戦を武道館で行い、判定で勝利した。
その後も数々の世界選手権試合が武道館で開催されており、プロボクシングの聖地の一つともされている。武道館で初めて世界王座に就いた選手としてアレクサンデル・ムニョス（ベネズエラ）、長谷川穂積（当時千里馬神戸）、清水智信（金子）らがいる。
ただし、昨今では、興行の開催が著しく減っており、現在のところ、2011年8月31日のWBA世界バンタム級・亀田興毅（亀田）対ダビド・デラモラ（メキシコ）、WBA世界スーパーフライ級・ウーゴ・カサレス（メキシコ）対清水智信のダブル世界戦が最後の開催となっている。ちなみに、日本の歴史上初めてプロボクシング興行が開催された会場は、武道館に隣接した靖国神社相撲場であった。

#### その他の格闘技興行
キックボクシングも、その全盛期には武道館で興行を開催した実績がある。1969年6月28日に行われた「東洋チャンピオン・カーニバル」の会場に使用され、メインイベントでは沢村忠が東洋ライト級王座初防衛を成功させた。
K-1も、1994年に旗揚げ2度目となる興行を武道館で開催しており、2004年にもK-1 WORLD GP開幕戦で使用した。K-1 WORLD MAXにおいては、2002年に初代王者を決めるトーナメント決勝戦を開催しており、2007年から2009年までは主会場として使用している。このため日本武道館はK-1においても重要な会場のひとつに位置づけられている。
総合格闘技では『VALE TUDO JAPAN '95』や『PRIDE.3』の会場となった他、パンクラスが1994年から2000年までほぼ年1回のペースで使用していた。2010年4月25日には、吉田秀彦引退興行『ASTRA』も開催された。ちなみに、吉田が柔道選手として出場した最後の公式試合も、2002年に武道館で開かれた全日本柔道選手権である。

#### 使用条件（格闘技興行）
有料の興行・イベントに使用する場合に於いて、例えばプロレス興行の場合は次のような条件があり、これらを全て満たさなければ、会場として当館を使用することができない。
- 団体が1年以上経営・存続されていること
- 決算書を公開していること
- 興行での黒字収支が見込めること
- 日本武道館側が負債を背負わない見解が出来ていること
- 備品の破損時には即弁償ができること

プロレスリング・ノアが、旗揚げから1年間会場として使えなかったり、武藤体制の全日本プロレスが、日本武道館で興行を打たなかったりしたのは、このような制約があったためである。他にも、一時期プロレス界で『時代の寵児』となりながらも、武道館大会を遂に開催できなかった団体は、ハッスルなど数多い。

#### 格闘技以外
- 初の日本開催となった1967年バレーボール女子世界選手権の会場として使用された。
- 1971年には全日本総合バスケットボール選手権大会の決勝会場として使用された。
- その他競技ダンスでは2月のアジアオープン、6月の日本インター、9月にはギャラクシーマスターズが開催されている。かつては毎日杯全日本ダンス選手権や世界プロスタンダードダンス選手権大会の会場としてしばしば使用されていた。

### 公演

#### 音楽関連イベント
1994年12月31日、堂本光一・堂本剛の2人で構成される男性アイドルデュオKinKi KidsがCDデビュー前に「KinKi Kids Kick off 95」というファーストコンサートを行った。2025年7月9日には、アイドルグループのいぎなり東北産が、デビュー前の地方グループとしては史上初となる武道館単独公演を開催した。
1970年代から1990年代にかけての時期には、日本テレビ音楽祭、日本レコード大賞、FNS歌謡祭、新宿音楽祭、全日本歌謡音楽祭、日本歌謡大賞といった音楽賞授賞イベントや、世界歌謡祭、東京音楽祭、日本民謡大賞、日本寮歌祭といった音楽発表会が当館にて開催されていた。

#### アニメ関連イベント
- 『月刊アニメージュ』主催の『アニメグランプリ』第3回から第10回の表彰式会場として使われた。
- 2007年5月13日と2011年10月7日に『サクラ大戦シリーズ』のイベント『サクラ大戦 武道館ライブ 〜帝都・巴里・紐育〜』を行った。
- 2008年8月に、毎日放送主催で『GUNDAM OO×CODE GEASS GO!GO!120FES '08 in 武道館』を開催した。
- 2009年3月29日に、『らき☆すた』のイベント『らき☆すた in 武道館 あなたのためだから』を行った。
- 2011年1月22日・1月23日に、『テニスの王子様』のイベント『テニプリフェスタ2011 in 武道館〜心・技・体〜』を行い、また2013年9月21日にも、イベント『テニプリフェスタ2013』として行った。
- 2013年3月3日に、『ひだまりスケッチ』のイベント『超ひだまつり in 日本武道館』を行った。

### テレビ番組
- 『歌謡スター紅白大運動会』メイン会場（TBS、1971年6月12日放送[29]） - 『新春オールスター大運動会』の前身。
- 『24時間テレビ 「愛は地球を救う」』メイン会場（日本テレビ、1980年 - 2018年、ただし1991年と2009年を除く[注 8]）
- 花より男子2（TBS、最終回）
- 『ザワつく!金曜日』（テレビ朝日、2021年11月19日放送）- 番組企画「ザワつく!金曜日コンサート」東京公演の一部分を生放送。

### その他
- 1966年12月、キャラクターのイベントとして「第1回ケロヨンショー」が開催。
- 1969年と1978年には当地でライオンズクラブ国際大会が開催された。
- 1976年11月4日、武道館前広場にいた若者が突然正面玄関、武道館事務所などに火炎瓶を投擲。火炎瓶は炎上したものの速やかに消火された。同月開催予定であった天皇在位50周年記念式典に反対する戦旗派メンバーによる犯行[30]。
- 1984年に映画「五福星」の上映記念としてジャッキー・チェン、サモ・ハン・キンポー、ユン・ピョウが来日しイベントを行った。ゲストは陣内孝則と渡辺徹だった。
- 1984年5月には、阿含宗が、ダライ・ラマ14世と共に世界平和を祈るオーラの祭典が開かれた[31]。
- 女性ボーカルグループLittle Glee Monsterが2016年11月にリリースしたシングル曲『はじまりのうた』のミュージック・ビデオの一部シーンの撮影が、武道館玄関前で行われた（同グループは2017年1月8日、2019年2月5・6日、2021年1月27・28日に武道館で単独ライブを行っている）[32]。
- 超大作洋画のジャパンプレミア（試写会）の会場として使用[注 9]されることもある。春と秋の年2回、実践倫理宏正会の講演会が開催されている[いつ?]。さらに2014年からナプラ主催のヘアコンテスト「DREAM PLUS」が開催されている。

### 学校
入学式や卒業式等で使用。
- 専修大学
- 帝京大学グループ
- 東京大学（卒業式は安田講堂で開催）
- 東京電機大学
- 東京理科大学
- 東洋大学

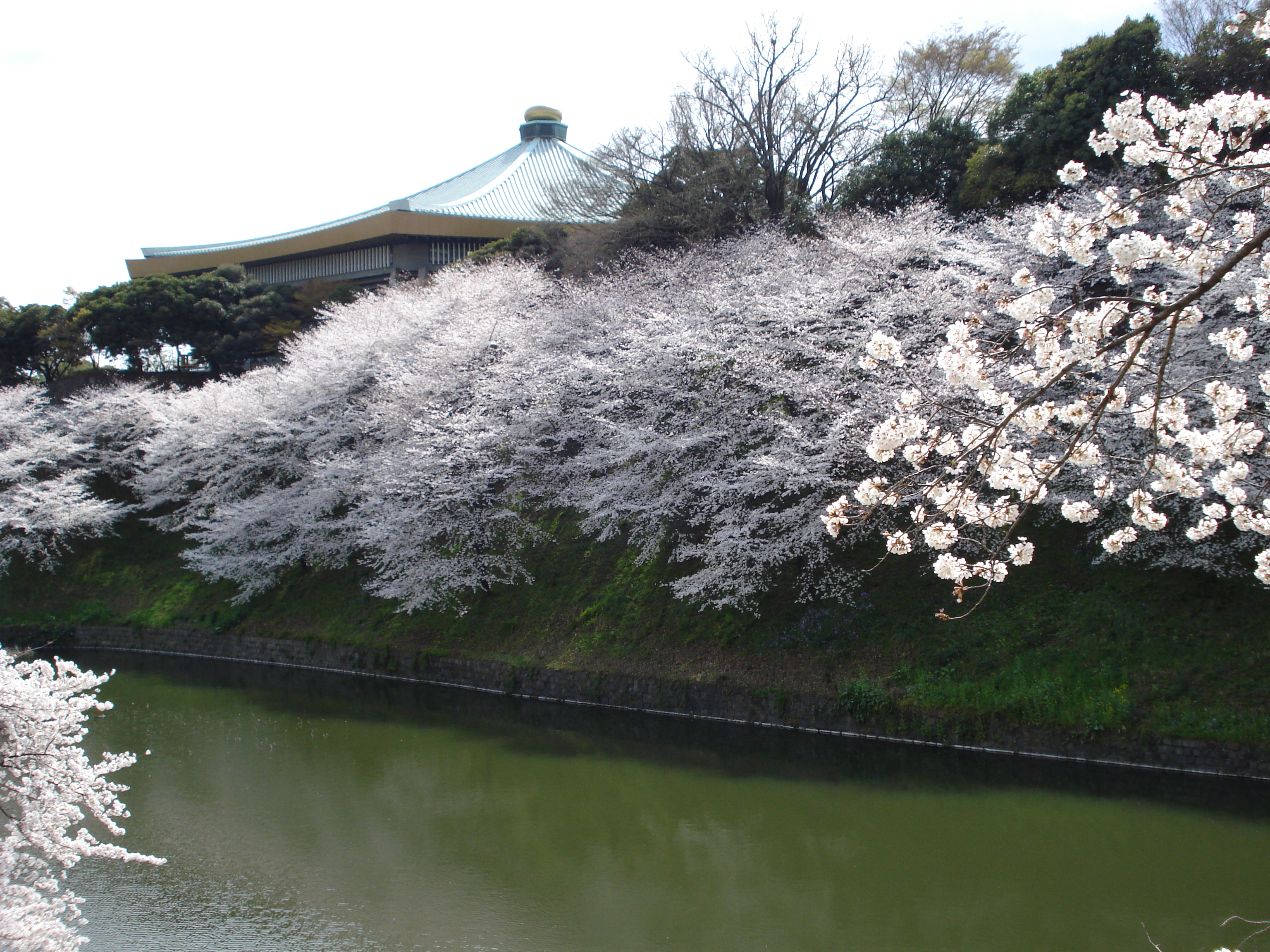
入学式シーズンに桜に囲まれる日本武道館

- 日本工学院専門学校（2016年まで使用。17年以降は日本工学院アリーナで開催。卒業式はパシフィコ横浜国立大ホールで開催）
- 日本大学
- 法政大学
- 明治大学
- 学校法人大原学園 - 1988年から2014年までO-HARAスポーツフェスティバル関東・信越地区大会[注 10]会場として使用された。（2015年からはさいたまスーパーアリーナで開催）
- 学校法人三幸学園 2016〜2017年首都圏三幸フェスティバルの会場として使用（2015年は幕張メッセで開催、なお首都圏各校の入学式は国技館で開催）

### 著名人の葬儀

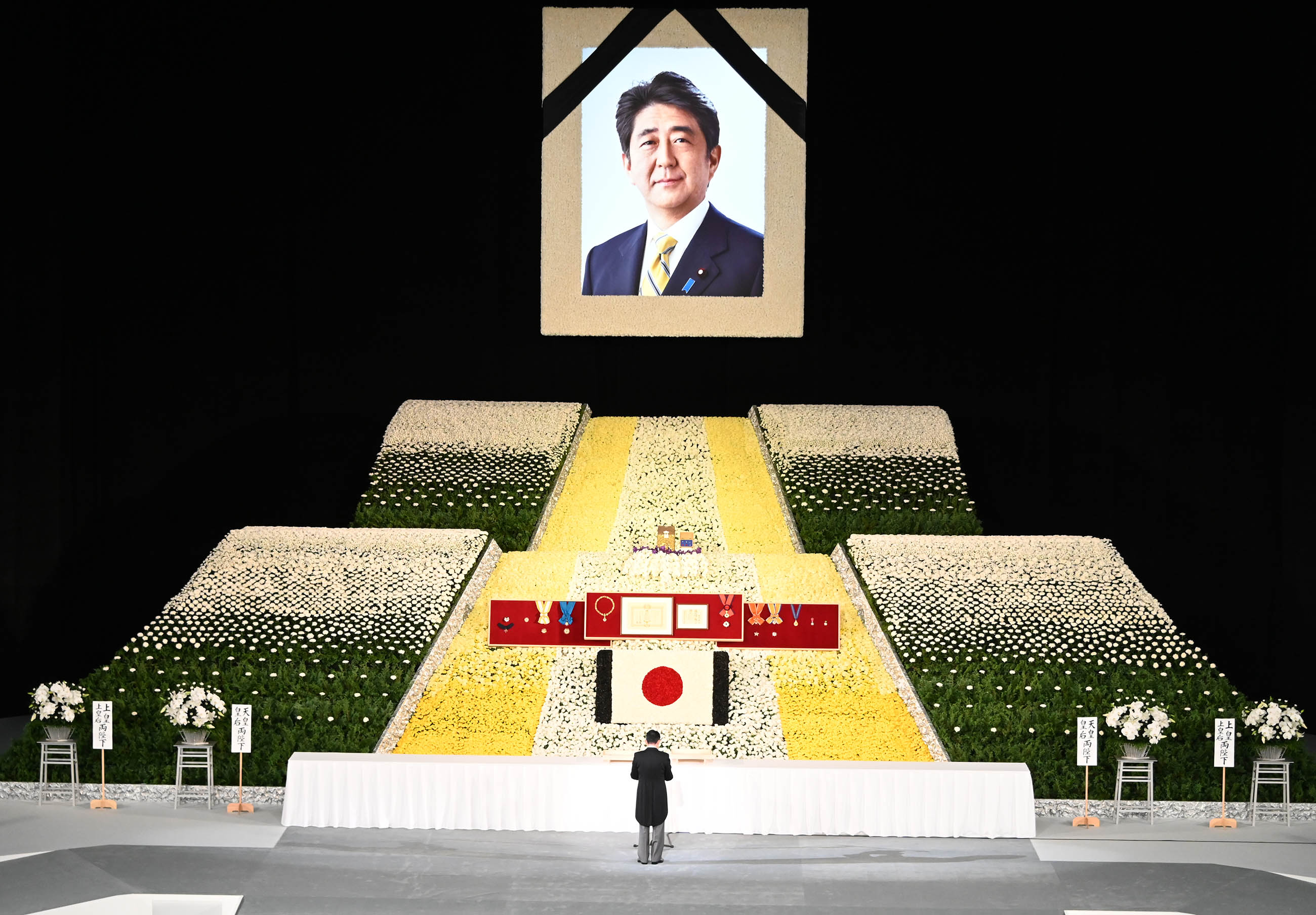
故安倍晋三国葬儀の会場として使用（2022年9月27日）

内閣総理大臣経験者の本葬は、日本武道館で行われる場合が少なくない。
- 大平正芳（内閣総理大臣。現職中に急死。内閣・自由民主党合同葬）
- 小渕恵三（内閣総理大臣。総理在任中に病気退陣し、直後に死去。内閣・自由民主党合同葬）
- 岸信介（元内閣総理大臣。内閣・自由民主党合同葬）
- 小林與三次（日本テレビ放送網会長、元讀賣新聞社社長）
- 佐藤栄作（元内閣総理大臣。国民葬）
- ジャイアント馬場（プロレスラー、全日本プロレス初代社長）
- 正力松太郎（讀賣新聞社社主、東京讀賣巨人軍オーナー、日本テレビ放送網創業者・初代社長、日本武道館初代会長）
- 土光敏夫（日本経済団体連合会名誉会長）
- 宮澤喜一（元内閣総理大臣。内閣・自由民主党合同葬）
- 橋本龍太郎（元内閣総理大臣。内閣・自由民主党合同葬）
- 吉田茂（元内閣総理大臣。戦後初の国葬）
- 安倍晋三（元内閣総理大臣。戦後二例の国葬）：故安倍晋三国葬儀

## 出版事業
『月刊武道』を毎月28日に発行している。

## 施設周辺

### 鉄道駅（交通アクセス）
- 九段下駅 - 2番出口より徒歩約5分[35][36]

利用可能路線 - 東京メトロ（東西線から徒歩約6〜7分・半蔵門線から徒歩約7〜8分）、都営地下鉄新宿線から徒歩約7〜8分
- 飯田橋駅 - 徒歩約17分[37]

利用可能路線 - 東日本旅客鉄道（JR東日本）中央線各駅停車、東京メトロ（有楽町線・南北線）、都営地下鉄大江戸線

### その他施設
- 靖国神社
- 昭和館
- 九段会館テラス
- 北の丸公園
- 科学技術館
- 国立公文書館
- 東京国立近代美術館
- 千鳥ヶ淵公園
- 千鳥ケ淵戦没者墓苑